# Castiñeira (Villarino de Conso)
Castiñeira (llamada oficialmente San Lourenzo de Castiñeira) es una parroquia y un lugar del municipio español de Villarino de Conso, en la provincia de Orense, Galicia.

## Toponimia
La parroquia también es conocida por el nombre de San Lorenzo de Castiñeira.

## Organización territorial
La parroquia está formada por una entidad de población:
- Castiñeira

## Demografía
Gráfica demográfica del lugar y parroquia de Castiñeira según el INE español:
| Gráfica de evolución demográfica de Castiñeira entre 2000 y 2023 |
|                                                                  |
| Datos según el nomenclátor publicado por el INE.                 |

## Patrimonio
En ella se encuentra la fervenza do Cenza, con un desnivel de unos 100 metros.